# Jobbágyi
Jobbágyi è un comune dell'Ungheria di 2.401 abitanti (dati 2001). È situato nella contea di Nógrád.